# نیروی هسته‌ای در هند
نیروی هسته‌ای در هند (انگلیسی: Nuclear power in India) یا انرژی هسته‌ای پنجمین منبع بزرگ برق در هند پس از زغال‌سنگ، برق آبی، خورشیدی و بادی است. تا تاریخ آوریل ۲۰۲۵، هند دارای ۲۵ رآکتور هسته‌ای فعال در ۸ نیروگاه هسته‌ای است که مجموع ظرفیت نصب‌شده آن‌ها ۸٬۸۸۰ مگاوات می‌باشد.
نیروگاه‌های هسته‌ای در سال مالی ۲۰۲۴–۲۵ مجموعاً ۵۷ کیلووات ساعت برق تولید کردند که حدود ۳٪ از کل تولید برق در هند را شامل می‌شود. همچنین ۱۱ رآکتور دیگر با ظرفیت تولیدی ۸٬۷۰۰ مگاوات در دست ساخت هستند.
در اکتبر ۲۰۱۰، هند برنامه‌ای برای دستیابی به ظرفیت ۶۳ گیگاوات برق هسته‌ای تا سال ۲۰۳۲ تدوین کرد. با این حال، پس از حادثه اتمی فوکوشیما در سال ۲۰۱۱، اعتراضات زیادی در برابر پروژه‌های پیشنهادی نیروگاه‌های هسته‌ای شکل گرفت.
اعتراضات گسترده‌ای علیه پروژه نیروگاه هسته‌ای جایتاپور در مهاراشترا و نیروگاه هسته‌ای کودانکولام در تامیل نادو صورت گرفته است، و همچنین احداث یک نیروگاه هسته‌ای بزرگ در نزدیکی هاریپور با مخالفت دولت بنگال غربی مواجه و لغو شد.
یک دادخواست منافع عمومی نیز علیه برنامه هسته‌ای غیرنظامی دولت در دیوان عالی کشور ثبت شده است.
هند پیشرفت‌هایی در زمینه سوخت‌های مبتنی بر توریم داشته و در حال طراحی و توسعه یک رآکتور نمونه با استفاده از توریم و اورانیوم با غنای پایین است که بخش کلیدی برنامه هسته‌ای سه‌مرحله‌ای هند محسوب می‌شود.

## تاریخچه
| سال  | تولید (تراوات ساعت) |
| ---- | ------------------- |
| ۲۰۰۵ | ۱۷٫۶                |
| ۲۰۰۶ | ۱۷٫۷                |
| ۲۰۰۷ | ۱۷٫۷                |
| ۲۰۰۸ | ۱۵٫۰                |
| ۲۰۰۹ | ۱۶٫۸                |
| ۲۰۱۰ | ۲۳٫۰                |
| ۲۰۱۱ | ۳۲٫۳                |
| ۲۰۱۲ | ۳۳٫۱                |
| ۲۰۱۳ | ۳۳٫۱                |
| ۲۰۱۴ | ۳۴٫۵                |
| ۲۰۱۵ | ۳۸٫۴                |
| ۲۰۱۶ | ۳۸٫۰                |
| ۲۰۱۷ | ۳۷٫۴                |
| ۲۰۱۸ | ۳۹٫۱                |
| ۲۰۱۹ | ۴۵٫۲                |
| ۲۰۲۰ | ۴۴٫۶                |
| ۲۰۲۱ | ۴۳٫۹                |
| ۲۰۲۲ | ۴۶٫۲                |
| ۲۰۲۳ | ۴۸٫۲                |

### پژوهش‌های اولیه در فیزیک هسته‌ای
از همان سال ۱۹۰۱، سازمان زمین‌شناسی هند (GSI) تشخیص داده بود که هند احتمالاً دارای ذخایر قابل‌توجهی از کانی‌های پرتوزا، از جمله اورانینیت، اورانیوم و توریانیت است. با این حال، در ۵۰ سال بعدی تقریباً هیچ تلاشی برای بهره‌برداری از این منابع صورت نگرفت. در دهه‌های ۱۹۲۰ و ۱۹۳۰، دانشمندان هندی ارتباط نزدیکی با همتایان خود در اروپا و ایالات متحده داشتند و از آخرین تحولات در فیزیک آگاه بودند. چند تن از فیزیک‌دانان برجسته هندی از جمله داولت سینگ کوتاری، مقناد ساها، هومی جی. بهابها و R. S. Krishnan در دهه ۱۹۳۰ در اروپا پژوهش‌های پیشگامانه‌ای در زمینه فیزیک هسته‌ای انجام دادند.
تا سال ۱۹۳۹، مگناد ساها، استاد فیزیک در دانشگاه کلکته، اهمیت کشف شکافت هسته‌ای را تشخیص داد و آزمایش‌هایی در زمینه فیزیک هسته‌ای در آزمایشگاه خود آغاز کرد. در سال ۱۹۴۰، او فیزیک هسته‌ای را در برنامه تحصیلات تکمیلی دانشگاه گنجاند. در همان سال، بنیاد سِر دورابجی تاتا بودجه‌ای برای نصب شتاب‌دهنده حلقوی در دانشگاه کلکته تصویب کرد، اما به دلیل مشکلاتی که احتمالاً مربوط به جنگ بود، این پروژه به تعویق افتاد. در سال ۱۹۴۴، هومی جی. بهابها، فیزیک‌دان برجسته هسته‌ای که مدرسه‌ای پژوهشی در مؤسسه دانش هند تأسیس کرده بود، نامه‌ای به پسرعموی دور خود، جی. آر. دی. تاتا، رئیس گروه تاتا نوشت. او درخواست بودجه برای ایجاد مؤسسه‌ای پژوهشی در فیزیک بنیادی کرد، «با تمرکز ویژه بر پرتوهای کیهانی و فیزیک هسته‌ای.» مؤسسه پژوهش‌های بنیادی تاتا (TIFR) سال بعد در بمبئی افتتاح شد.

### تأسیس انرژی اتمی در هند
پس از بمباران اتمی هیروشیما و ناگاساکی در اوت ۱۹۴۵، «آر.اس. کریشنان»، فیزیک‌دان هسته‌ای که تحت نظر نورمن فدر و جان داگلاس کاکرافت تحصیل کرده بود و پتانسیل عظیم انرژی‌زایی اورانیوم را تشخیص داده بود، اظهار داشت: «اگر انرژی عظیمی که در انفجارهای اتمی آزاد می‌شود، در دسترس باشد تا ماشین‌آلات و غیره را به حرکت درآورد، یک انقلاب صنعتی عمیق را رقم خواهد زد.» با این حال او همچنین خاطرنشان کرد که استفاده صلح‌آمیز از انرژی اتمی با دشواری‌هایی همراه است: «... تحقیقات بسیار بیشتری لازم است تا انرژی اتمی به کاربرد صنعتی برسد.»
در مارس ۱۹۴۶، «هیئت پژوهش علمی و صنعتی» (BSIR) وابسته به شورای تحقیقات علمی و صنعتی (CSIR)، کمیته‌ای پژوهشی در زمینه انرژی اتمی به ریاست «بابا» تشکیل داد تا منابع انرژی اتمی هند را بررسی کرده و راه‌های توسعه و بهره‌برداری از آن را پیشنهاد دهد، و همچنین با نهادهای مشابه در دیگر کشورها ارتباط برقرار کند. در همین زمان، شورای پژوهشی دانشگاه کرالا برای بررسی توسعه صنعتی آینده تراوانکور تشکیل جلسه داد. شورا ضمن بررسی موضوعات مختلف، پیشنهاداتی دربارهٔ توسعه منابع مونازیت (سنگ معدن ارزشمند توریم) و ایلمنیت به منظور استفاده در انرژی اتمی ارائه داد. شورا پیشنهاد کرد این پروژه می‌تواند بخشی از یک برنامه سراسری در هند باشد. پس از آن، «بابا» و سر شانتی سواروپ بهاتناگار، مدیر CSIR، در آوریل ۱۹۴۷ به تراوانکور اعزام شدند و روابط کاری با «دیوان» (نخست‌وزیر) وقت پادشاهی، سر سی. پی. راماسوامی آیر برقرار کردند.
اوایل سال ۱۹۴۷، طرح‌هایی برای ایجاد یک واحد اورانیوم در «سازمان زمین‌شناسی هند» مطرح شد تا بر شناسایی و توسعه منابع معدنی حاوی اورانیوم تمرکز داشته باشد. در ژوئن ۱۹۴۷، دو ماه پیش از قانون استقلال هند ۱۹۴۷، چاکراوارتی راجاگوپالاچاری، وزیر صنعت،
پس از بمباران اتمی هیروشیما و ناگاساکی در اوت ۱۹۴۵، «آر.اس. کریشنان»، فیزیک‌دان هسته‌ای که تحت نظر نورمن فدر و جان داگلاس کاکرافت تحصیل کرده بود و پتانسیل عظیم انرژی‌زایی اورانیوم را تشخیص داده بود، اظهار داشت: «اگر انرژی عظیمی که در انفجارهای اتمی آزاد می‌شود، در دسترس باشد تا ماشین‌آلات و غیره را به حرکت درآورد، یک انقلاب صنعتی عمیق را رقم خواهد زد.» با این حال او همچنین خاطرنشان کرد که استفاده صلح‌آمیز از انرژی اتمی با دشواری‌هایی همراه است: «... تحقیقات بسیار بیشتری لازم است تا انرژی اتمی به کاربرد صنعتی برسد.»
در مارس ۱۹۴۶، «هیئت پژوهش علمی و صنعتی» (BSIR) وابسته به شورای تحقیقات علمی و صنعتی (CSIR)، کمیته‌ای پژوهشی در زمینه انرژی اتمی به ریاست «بابا» تشکیل داد تا منابع انرژی اتمی هند را بررسی کرده و راه‌های توسعه و بهره‌برداری از آن را پیشنهاد دهد، و همچنین با نهادهای مشابه در دیگر کشورها ارتباط برقرار کند. در همین زمان، شورای پژوهشی دانشگاه کرالا برای بررسی توسعه صنعتی آینده تراوانکور تشکیل جلسه داد. شورا ضمن بررسی موضوعات مختلف، پیشنهاداتی دربارهٔ توسعه منابع مونازیت (سنگ معدن ارزشمند توریم) و ایلمنیت به منظور استفاده در انرژی اتمی ارائه داد. شورا پیشنهاد کرد این پروژه می‌تواند بخشی از یک برنامه سراسری در هند باشد. پس از آن، «بابا» و سر شانتی سواروپ بهاتناگار، مدیر CSIR، در آوریل ۱۹۴۷ به تراوانکور اعزام شدند و روابط کاری با «دیوان» (نخست‌وزیر) وقت پادشاهی، سر سی. پی. راماسوامی آیر برقرار کردند.
اوایل سال ۱۹۴۷، طرح‌هایی برای ایجاد یک واحد اورانیوم در «سازمان زمین‌شناسی هند» مطرح شد تا بر شناسایی و توسعه منابع معدنی حاوی اورانیوم تمرکز داشته باشد. در ژوئن ۱۹۴۷، دو ماه پیش از قانون استقلال هند ۱۹۴۷، چاکراوارتی راجاگوپالاچاری، وزیر صنعت، تدارکات، آموزش و دارایی در دولت موقت هند، هیاتی مشورتی برای پژوهش در انرژی اتمی تأسیس کرد. این هیئت که به ریاست «بابا» و زیر نظر CSIR بود، شامل «ساها»، «بهاتناگار» و چند دانشمند برجسته دیگر از جمله سر کاریامانیکام سرینیواسا کریشنان (هم‌کاشف پراکنش رامان)، زمین‌شناس داراشاو نوشیروان وادیا و نذیر احمد (شاگرد ارنست رادرفورد) می‌شد. کمیته‌ای مشترک متشکل از این دانشمندان و سه نماینده از دولت تراوانکور برای تعیین بهترین روش بهره‌برداری از منابع مونازیت منطقه تشکیل شد. پس از استقلال و تجزیه هند، تراوانکور مدتی کوتاه استقلال خود را اعلام کرد، اما در سال ۱۹۴۹ پس از مذاکرات فشرده به قلمرو هند پیوست. در همین زمان «احمد» به پاکستان رفت و بعدها ریاست سازمان انرژی اتمی آن کشور را برعهده گرفت.
در ۲۳ مارس ۱۹۴۸، نخست‌وزیر جواهر لعل نهرو لایحه انرژی اتمی را در پارلمان هند معرفی کرد، که سپس به عنوان «قانون انرژی اتمی هند» تصویب شد. این قانون که بر اساس قانون انرژی اتمی بریتانیا در سال ۱۹۴۶ طراحی شده بود، اختیارات گسترده‌ای را به دولت مرکزی دربارهٔ علوم و پژوهش هسته‌ای اعطا کرد، از جمله اکتشاف معادن اتمی، توسعه منابع معدنی در مقیاس صنعتی، انجام پژوهش‌های علمی و فنی مربوط به انرژی اتمی با اهداف صلح‌آمیز، آموزش و پرورش نیروی انسانی لازم، و ارتقاء پژوهش‌های بنیادی در علوم هسته‌ای در آزمایشگاه‌ها، مؤسسات و دانشگاه‌های هند. در همان زمان، دولت بنگال غربی با ساخت مؤسسه فیزیک هسته‌ای تحت نظارت دانشگاه کلکته موافقت کرد؛ سنگ‌بنای این مؤسسه در مه ۱۹۴۸ نهاده شد، و در ۱۱ ژانویه ۱۹۵۰ توسط ایرن ژولیو-کوری افتتاح گردید.
از ۱ ژوئن ۱۹۴۸، هیئت مشورتی پژوهش در انرژی اتمی و سازمان مادر آن یعنی CSIR به اداره تحقیقات علمی و صنعتی جدید منتقل و مستقیماً زیر نظر نخست‌وزیر قرار گرفتند. در ۳ اوت ۱۹۴۸، کمیسیون انرژی اتمی هند (AEC) تشکیل و از اداره تحقیقات علمی جدا شد و «بابا» به‌عنوان اولین رئیس آن منصوب گردید. در ژانویه ۱۹۴۹، کمیسیون جلسه‌ای تشکیل داد تا برنامه درسی هماهنگ دانشگاهی در مقطع کارشناسی و کارشناسی ارشد برای فیزیک و شیمی نظری و بنیادی تدوین کند تا تربیت کافی دانشمندان هسته‌ای و آموزش یکسان آنان تضمین شود. در همان سال، «مؤسسه تحقیقات بنیادی تاتا» به عنوان مرکز اصلی پروژه‌های پژوهشی هسته‌ای توسط CSIR تعیین شد. در سال ۱۹۵۰، دولت خرید تمامی ذخایر موجود اورانیوم

### رآکتورهای تحقیقاتی اولیه

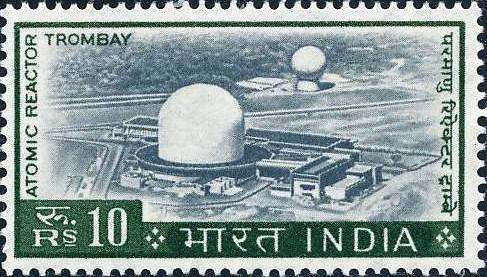
تمبر هندوستان که «آپسارا»، نخستین رآکتور هسته‌ای هند و آسیا را در Trombay نشان می‌دهد

در جلسه‌ای از کمیسیون انرژی اتمی در ۱۵ مارس ۱۹۵۵، تصمیم بر ساخت یک رآکتور هسته‌ای کوچک در تروبِی گرفته شد. هدف از ساخت این رآکتور، آموزش نیروی انسانی برای بهره‌برداری از رآکتورهای آینده و انجام تحقیقات، از جمله آزمایش‌های فیزیک هسته‌ای، بررسی اثرات تابش، و تولید ایزوتوپ برای پژوهش‌های پزشکی، کشاورزی و صنعتی بود.
در اکتبر ۱۹۵۵، توافق‌نامه‌ای میان سازمان انرژی اتمی بریتانیا و دپارتمان انرژی اتمی هند امضا شد که طبق آن، بریتانیا سوخت اورانیومی مورد نیاز برای یک رآکتور استخری را که طراحی آن توسط هند انجام می‌شد، تأمین می‌کرد. این توافق همچنین بر «همکاری نزدیک و یاری متقابل میان دو نهاد در ارتقاء و توسعه کاربردهای صلح‌آمیز انرژی اتمی» تأکید داشت و شامل طراحی مشترک و همکاری در ساخت یک رآکتور شار بالا در آینده نیز می‌شد.
این رآکتور با نام «آپسارا» در ساختمانی بتنی به ابعاد ۱۰۰ در ۵۰ در ۷۰ فوت جای گرفت. «آپسارا»، نخستین رآکتور هسته‌ای هند و آسیا، در ساعت ۳:۴۵ بعد از ظهر روز ۴ اوت ۱۹۵۶ به حالت بحرانی رسید و در ۲۰ ژانویه ۱۹۵۷ توسط نخست‌وزیر نهرو افتتاح شد.
در آوریل ۱۹۵۵، دولت کانادا به نخست‌وزیری لوئیز سنت لارنت پیشنهاد ساخت یک رآکتور نوع NRX را در چارچوب طرح کلمبو به هند ارائه کرد؛ هر دو کشور عضو این طرح بودند. سنت لارنت ابراز امیدواری کرد که این رآکتور، هند را در توسعهٔ پژوهش و فناوری صلح‌آمیز هسته‌ای یاری کند. نهرو در سپتامبر همان سال رسماً این پیشنهاد را پذیرفت و اعلام کرد که رآکتور برای دانشمندان معتبر خارجی از جمله سایر اعضای طرح کلمبو نیز در دسترس خواهد بود.
در ۲۸ آوریل ۱۹۵۶، نهرو و کمیسر عالی کانادا در هند، اسکات رید، توافق‌نامه‌ای با عنوان «پروژه رآکتور اتمی طرح کلمبوی کانادا-هند» امضا کردند. طبق این توافق، کانادا یک رآکتور ۴۰ مگاواتی CIRUS برای اهداف پژوهشی تأمین می‌کرد و در تولید، طراحی مهندسی، و آموزش نیروهای هندی در بهره‌برداری از آن همکاری می‌نمود. هند متعهد به تأمین مکان، زیرساخت و پرداخت هزینه‌های داخلی از جمله ساخت، نیروی کار محلی و حمل‌ونقل بود.
بر اساس مادهٔ دوم توافق‌نامه، هند موظف بود امکانات رآکتور را در اختیار سایر اعضای طرح کلمبو نیز قرار دهد. مادهٔ سوم تصریح می‌کرد که «رآکتور و هرگونه محصول حاصل از آن فقط برای مقاصد صلح‌آمیز به کار خواهد رفت.» با این حال، در آن زمان هیچ سازوکار مؤثری برای نظارت بر این بند وجود نداشت. همچنین توافق جداگانه‌ای با دولت ایالات متحده برای تأمین ۲۱ تُن آب سنگین برای این رآکتور صورت گرفت.
ساخت رآکتور در اواخر سال ۱۹۵۶ آغاز شد و پرسنل فنی هندی برای آموزش به مرکز «چاک ریور» اعزام شدند. رآکتور CIRUS در اوایل سال ۱۹۶۰ تکمیل و پس از رسیدن به حالت بحرانی در ژوئیه همان سال، در ژانویه ۱۹۶۱ توسط نهرو افتتاح شد.
ساخت سومین رآکتور تحقیقاتی، ZERLINA (رآکتور انرژی صفر برای بررسی شبکه و مجموعه‌های جدید) در سال ۱۹۵۸ در تروبِی آغاز و در سال ۱۹۶۱ راه‌اندازی شد.
توافق‌نامه برای نخستین نیروگاه هسته‌ای هند در راجستان (RAPP-1) در سال ۱۹۶۳ امضا شد و به دنبال آن، RAPP-2 در سال ۱۹۶۶ راه‌اندازی شد. این راکتورها دارای تمهیدات سخت‌گیرانه‌ای بودند تا اطمینان حاصل شود که برای برنامه‌های نظامی استفاده نخواهند شد. RAPP-1 در سال ۱۹۷۲ به بهره‌برداری رسید. به‌دلیل مشکلات فنی، توان راکتور از ۲۰۰ مگاوات به ۱۰۰ مگاوات کاهش یافت. اطلاعات فنی و طراحی به‌صورت رایگان توسط شرکت انرژی اتمی کانادا در اختیار هند قرار گرفت. پس از انفجار نخستین آزمایش هسته‌ای هند در سال ۱۹۷۴، ایالات متحده و کانادا روابط خود را با هند کاهش دادند. عملیات بودای خندان

### برنامه راکتورهای نوترونی سریع هند
برنامه راکتورهای نوترونی سریع (FBR) هند بخش مهمی از راهبرد ملی برای گسترش ظرفیت انرژی هسته‌ای و تضمین امنیت انرژی کشور است. محور اصلی این برنامه، راکتور نمونه نوترونی سریع (PFBR) در کالپاکام، ایالت تامیل نادو است. این راکتور که توسط مرکز پژوهشی ایندیرا گاندی برای تحقیقات اتمی (IGCAR) توسعه یافته، یک راکتور ۵۰۰ مگاواتی با خنک‌کننده سدیم است که برای تولید مواد شکافت‌پذیر بیشتر از میزان مصرف خود طراحی شده است. این راکتور با استفاده از سوخت مخلوط اکسید (MOX) که ترکیبی از پلوتونیوم-۲۳۹ و اورانیوم-۲۳۸ است، به تولید پلوتونیوم-۲۳۹ از اورانیوم-۲۳۸ می‌پردازد.
این فناوری برای برنامه‌های بلندمدت انرژی هسته‌ای هند حیاتی است، چرا که امکان بهره‌برداری مؤثرتر از ذخایر عظیم توریم و اورانیوم کشور را فراهم می‌سازد. با تولید مواد شکافت‌پذیر بیشتر از میزان مصرف، PFBR می‌تواند طول عمر منابع سوخت هسته‌ای را به‌طور چشمگیری افزایش دهد. همچنین موفقیت این برنامه می‌تواند به تحقق اهداف امنیت انرژی و پایداری هند کمک کند و وابستگی به سوخت‌های وارداتی را کاهش داده و پاسخ‌گوی نیاز روزافزون انرژی کشور باشد.

### تحولات اخیر
پس از راه‌اندازی موفق واحدهای ۱ و ۲ نیروگاه کودانکولام، در ژوئن ۲۰۱۷ توافق‌نامه‌ای با روسیه برای ساخت واحدهای ۵ و ۶ (هرکدام ۱۰۰۰ مگاوات) با هزینه تخمینی هر مگاوات ۲۵۰ میلیون روپیه (۳٫۸۵ میلیون دلار آمریکا) امضا شد. پیش‌تر، در اکتبر ۲۰۱۶، هند با روسیه برای ساخت واحدهای ۳ و ۴ (هرکدام ۱۰۰۰ مگاوات) توافق‌نامه‌ای با هزینه تخمینی هر مگاوات ۲۰۰ میلیون روپیه (۳٫۰۸ میلیون دلار آمریکا) امضا کرده بود.

### مشارکت بخش خصوصی
در مه ۲۰۲۵ گزارش شد که دولت هند ممکن است در جریان نشست موسمی پارلمان در سال ۲۰۲۵ محدودیت‌های مربوط به مشارکت بخش خصوصی در صنعت هسته‌ای کشور را بردارد. همچنین در مه ۲۰۲۵ گزارش شد که دولت ممکن است اجازه سرمایه‌گذاری خارجی مستقیم در صنعت هسته‌ای هند را صادر کند، به‌گونه‌ای که سرمایه‌گذاری خارجی در سطح سهام اقلیت محدود شود.